# Francisco Trincão
Francisco António Machado Mota de Castro Trincão (Viana do Castelo, 1999. december 29. –) portugál válogatott labdarúgó, csatár. Az FC Barcelona játékosa, kölcsönben a Sporting CP-ben szerepel.

## Pályafutása
Viana do Castelo városában született, itt is kezdte el pályafutását az SC Vianense junior csapatában. Majd megfordult az FC Porto, és kétszer az SC Braga csapatában, ahol később bemutatkozott profi labdarúgóként.

### SC Braga

#### Braga B
2016. március 16-án nevezték a tartalékcsapatban a FC Penafiel elleni döntetlenre végződő mérkőzésen. 
Április 2-án két fordulóval később, csereként a 80. játékpercben kapott lehetőséget az SC Freamunde elleni 2–1-es összecsapáson.
2017. május 7-én szerezte meg az első gólját a csapatban az FC Porto B elleni 2–3-ra elvesztett párharcon. Az utolsó meccset a B csapatban 2018. december 22-én játszotta a Varzim SC elleni 0–1-re elvesztett összecsapáson.

#### A felnőttcsapatban
2018. december 28-án debütált, a Portugál ligakupában a Vitória elleni vendégbeli mérkőzésen. A 62. játékpercben debütált csereként, Fransérgio-t váltotta. A mérkőzés 4–0-s győzelemre végződött. 
2019. január 2-án az az 5 nappal később debütálása után, pedig a bajnokságban is bemutatkozott a 86. percben Dyego Sousa-t váltva, CS Marítimo elleni 2–0-s hazai összecsapáson. Április 2-án mutatkozott be a portugál portugál kupa elődöntő mérkőzésen az FC Porto ellen, a 83. percben cserként Claudemir-t váltotta. A mérkőzés 1–1-es döntetlennel ért véget. Augusztus 15-én mutatkozott be, előbb az Európa Liga selejtezőjében a Brøndby IF elleni 3–1-es hazai visszavágó mérkőzésen, 63. percben Wilson Eduardo-t váltotta. Mivel továbbjutott a csapat az selejtezőben, így, mint a csapat, mint Trincão bekerült az Európa Liga csoportkörébe. Az első mérkőzése szeptember 19-én került sor, az ellenfél az angol Wolverhampton volt. Ezen a meccsen 6 perc játékidőt kapott, a mérkőzést 1–0-ra megnyerték.
Majd december 12-én egy vendégbeli összecsapáson a szlovák, Slovan Bratislava ellen megszerezte, mint csapatban, mint nemzetközi kupasorozatban az első gólját a 72. percben. Az összecsapás 2–4-s győzelemre végződött. 2020. január 25-től egyszeres portugál ligakupa győztes.

### Barcelona
2020. január 31-én öt éves szerződést kötöttek vele, akiért a Braga oldaláról klubrekordot jelentő 31 millió eurót fizet. Kivásárlási ára 500 millió euró lesz. Az igazolás július 1-jén lépett érvénybe.
Szeptember 12-én a Gimnàstic elleni 3–1-es barátságos mérkőzésen játszott először a csapat színeiben. Csereként Pedri-t váltotta. 
Majd négy nappal később, a Girona FC elleni 3–1-es mérkőzésen, Philippe Coutinhonak egy gólpasszt is kisztott amit a 21. percben értékesített.
Szeptember 27-én debütált hivatalosan a csapatban a Villarreal CF elleni 4–0-s hazai diadalon. Antoine Griezmannt váltotta a 78. percben. 
Október 20-án játszotta élete első Bajnokok Ligája mérkőzését, a Ferencváros elleni hazai 5–1-s találkozón. 
2021. január 21-én debütált a spanyol kupasorozatban, a UE Cornellà elleni 0–2-s idegenbeli mérkőzésen.
Február 7-én jegyezte a klubban, és a bajnokságban az első gólját, a Real Betis elleni 2–3-s idegenbeli összecsapáson. A következő fordulóban az Alavés ellen duplázott először. 2021. április 17-én spanyol kupagyőztes lett.

#### Wolverhampton Wanderers(kölcsön)
2021. július 4-én kölcsönben érkezett a katalán együttestől, a 2021/22-es szezonra.
Augusztus 14-én lépett először pályára a csapat színeiben, a Leicester City elleni 1–0-s idegenbeli bajnokin.
Tíz nappal később szerezte első gólját az EFL Cup (angol ligakupa) második fordulójában a Nottingham Forest elleni 0–4-s idegenbeli találkozón. A 86. percben volt eredményes, Fábio Silva beadását követően.
2022. március 18-án jegyezte a Premier League-ben első gólját, a Leeds United elleni bajnokin.

#### Sporting CP(kölcsönben)
2022. július 13-án kölcsönbe szerződött egy évre a liszaboni együtteshez, a 2022/23-as szezon végéig.
Augusztus 7-én korábbi csapata az SC Braga ellen debütált  idegenbeli környezetben a 3–3-s bajnoki nyitófordulójában, a következő héten gólpasszt jegyzett a Rio Ave elleni 3–0-s találkozó utolsó góljánál,  szintén a következő héten játszott végig egy mérkőzést a Porto ellen.
Szeptember 7-én megszerezte első gólját a klub színeiben első nemzetközi mérkőzésén, a Bajnokok Ligája – D csoportkörének első összecsapásán az Eintracht Frankfurt elleni 3–0 során.
Három nap múlva a bajnokságban is megszerezte első találatát, amelyen duplázott a Portimonense elleni 4–0-on a hatodik fordulóban. Október 4-én a BL-csoportkör harmadik meccsnapján, a Marseille elleni 4–1-en a csapat egyetlen gólját szerezte az első percekben.
Október 16-án debütált a portugál kupában a Varzim elleni elvesztett mérkőzésen.
November 13-án szezonbeli ötödik gólját jegyezte a Famalicão elleni 1–2-s idegenbeli bajnokin, november 30-án assziszttal mutatkozott be a portugál ligakupában a Farense ellen, december 19-én a negyeddöntőben a Braga elleni 5–0-s győztes mérkőzésen a 7. percben gólpasszt és a 41. percben gólt szerzett.
2023. január 15-én a 2–2-s Benfica elleni bajnoki első gólját szerezte a 27. percben, január 28-án pályára lépett a portugál ligakupa döntőjének utolsó kilenc percében a Porto elleni 2–0-ra elvesztett mérkőzésen.

## Válogatott karrier

### Portugália U21
2021 márciusában Rui Jorge behívta a 23-fős keretbe, amelyen képviselték a csapatot a 2021-es U21-es Európa-bajnokságon.

### Portugália
2020. augusztus 24-én Fernando Santos szövetségi kapitány behívta a felnőtt válogatottban a 2020–21-es-es Nemzetek Ligája első két mérkőzésre. Szeptember 5-én debütált az első összecsapáson egy Horvátország elleni 4–1-es hazai diadalon, a 78. percben csereként Bernardo Silvat váltotta.

## Statisztika
2023. június 24-i állapot szerint.
| Klub                              | Szezon           | Bajnokság        | Bajnokság | Bajnokság | Kupa  | Kupa  | Nemzetközi | Nemzetközi | Egyéb | Egyéb | Összes | Összes |
| Klub                              | Szezon           | Liga             | Mérk.     | Gólok     | Mérk. | Gólok | Mérk.      | Gólok      | Mérk. | Gólok | Mérk.  | Gólok  |
| --------------------------------- | ---------------- | ---------------- | --------- | --------- | ----- | ----- | ---------- | ---------- | ----- | ----- | ------ | ------ |
| Braga B                           | 2015/16          | Liga PRO         | 4         | 0         | —     | —     | —          | —          | —     | —     | 4      | 0      |
| Braga B                           | 2016/17          | Liga PRO         | 5         | 1         | —     | —     | —          | —          | —     | —     | 5      | 1      |
| Braga B                           | 2017/18          | Liga PRO         | 30        | 5         | —     | —     | —          | —          | —     | —     | 30     | 5      |
| Braga B                           | 2018/19          | Liga PRO         | 7         | 0         | —     | —     | —          | —          | —     | —     | 7      | 0      |
| Braga B                           | Összesen         | Összesen         | 46        | 6         | —     | —     | —          | —          | —     | —     | 46     | 6      |
| Braga                             | 2018/19          | Primeira Liga    | 6         | 0         | 1     | 0     | —          | —          | 1     | 0     | 8      | 0      |
| Braga                             | 2019/20          | Primeira Liga    | 27        | 8         | 3     | 0     | 7          | 1          | 3     | 0     | 40     | 9      |
| Braga                             | Összesen         | Összesen         | 33        | 8         | 4     | 0     | 7          | 1          | 4     | 0     | 48     | 9      |
| Barcelona                         | 2020/21          | La Liga          | 28        | 3         | 5     | 0     | 7          | 0          | 2     | 0     | 42     | 3      |
| Barcelona                         | Összesen         | Összesen         | 28        | 3         | 5     | 0     | 7          | 0          | 2     | 0     | 42     | 3      |
| Wolverhampton Wanderers (kölcsön) | 2021/22          | Premier League   | 28        | 2         | 2     | 1     | —          | —          | 0     | 0     | 30     | 3      |
| Wolverhampton Wanderers (kölcsön) | Összesen         | Összesen         | 28        | 2         | 2     | 1     | —          | —          | 0     | 0     | 30     | 3      |
| Sporting CP (kölcsön)             | 2022/23          | Primeira Liga    | 34        | 10        | 1     | 0     | 12         | 2          | 5     | 1     | 52     | 13     |
| Sporting CP (kölcsön)             | Összesen         | Összesen         | 34        | 10        | 1     | 0     | 12         | 2          | 5     | 1     | 52     | 13     |
| Karrier összesen                  | Karrier összesen | Karrier összesen | 169       | 29        | 12    | 1     | 26         | 3          | 11    | 1     | 218    | 34     |

1. 1 2 3  Mérkőzése(i) a portugál ligakupában
2. ↑  Mérkőzése(i) az Európa ligában
3. ↑  Mérkőzése(i) a Bajnokok Ligájában
4. ↑  Mérkőzése(i) a spanyol Szuperkupában
5. ↑  Angol Kupában: egy mérkőzés. 
 Angol Ligakupában: egy mérkőzés; egy gól.
6. ↑  A(z) Bajnokok Ligájában és a(z) Európa Ligában is hatszor lépett pályára
7. ↑  gólja(i) a BL-ben

### A válogatottban
2021. szeptember 14-i állapot szerint.
| Portugália | Portugália | Portugália |
| Év         | Mérk.      | Gólok      |
| ---------- | ---------- | ---------- |
| 2020       | 6          | 0          |
| 2021       | 1          | 0          |
| Összesen   | 7          | 0          |

## Sikerei, díjai

### Klub

#### Braga
- Portugál ligakupa: 2019–20

#### Barcelona
- Spanyol kupa: 2020–21

### Közösségi platformok
- Francisco Trincão az Instagramon

### Egyéb weboldalak
- Francisco Trincão adatlapja az FC Barcelona hivatalos weboldalán (angolul)
- Francisco Trincão adatlapja a Transfermarkt weboldalán (angolul)
- Francisco Trincão adatlapja a Soccerway oldalon (angolul)